# Fonte di Bacco

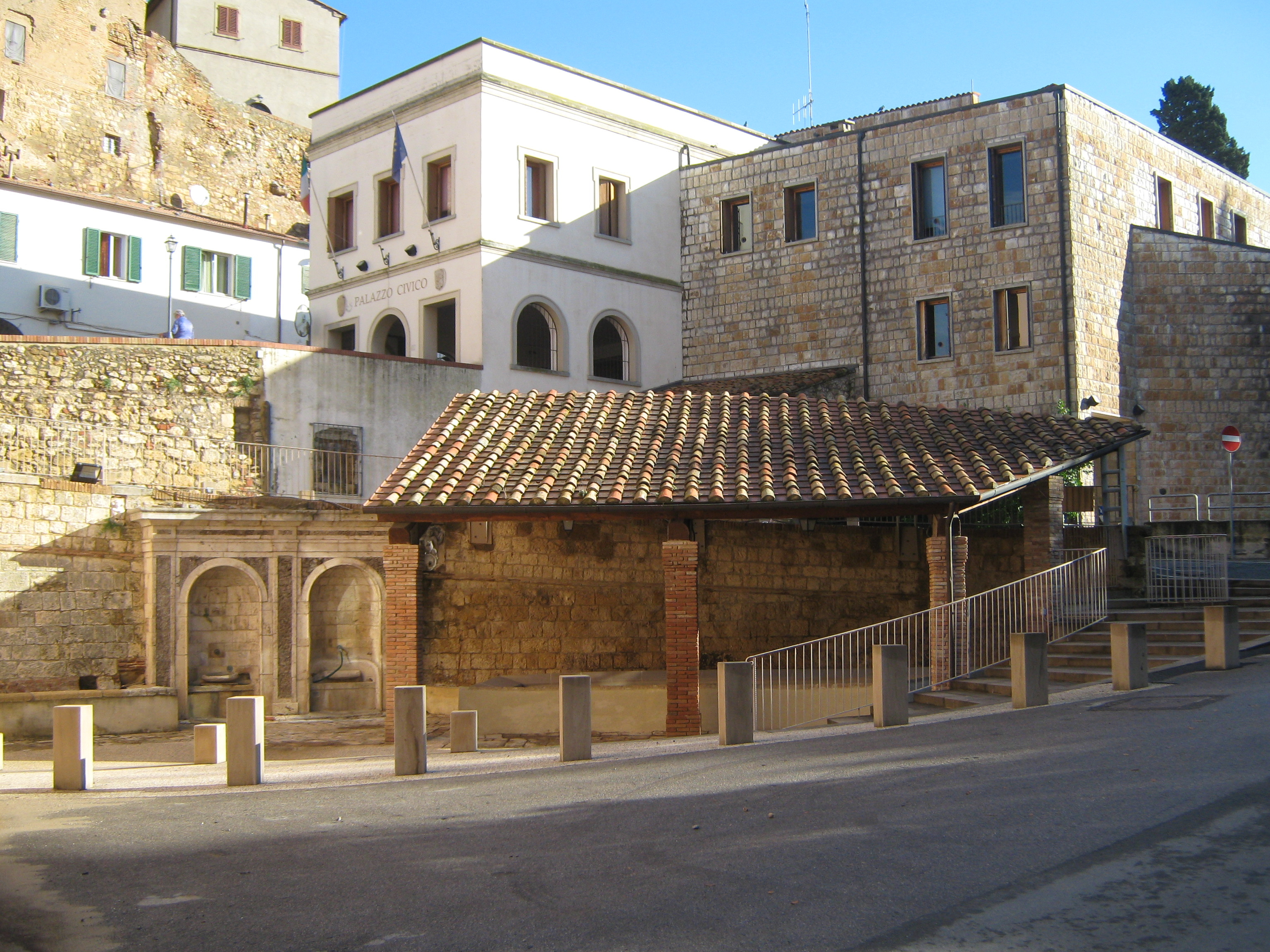
La parte bassa della fonte

La Fonte di Bacco, a Bibbona, si trova subito fuori dal castello, nei pressi del Municipio.
Essa è costituita da due parti divise dalla strada: la parte superiore, con la fonte vecchia detta "Arco di Bacco", e la parte inferiore, con il lavatoio e l'abbeveratoio.
Nel basamento della fonte superiore, parzialmente interrato a causa della sopraelevazione della strada, secondo la tradizione era scolpita un'iscrizione che attestava la fondazione della struttura al 1443.
Studi più recenti avanzano l'ipotesi che in realtà la fonte possa risalire ai secoli XIII o XIV.
La fonte vecchia, ad arco, porta diversi stemmi e decorazioni; la chiave di volta termina in una croce analoga a quella della Repubblica di Pisa, mentre all'interno dell'arco è presente il giglio fiorentino.
Da qui l'acqua defluiva nella parte bassa, oltre la strada, e alimentava le fonti ricavate in due nicchie ad arco, risalenti al 1863, nonché l'abbeveratoio e il lavatoio; questi ultimi risultano coperti da una tettoia lignea su pilastri in laterizio.
Il lavatoio, ancora in uso dopo la seconda guerra mondiale, fu dotato di pile moderne accanto all'antica vasca.
Il complesso, rimasto a lungo abbandonato e invaso dalla vegetazione, si presenta restaurato, anche se non funzionante.